# Günter Freund
Günter Freund (* 14. Juni 1922 in Frankfurt am Main; † 29. August 2010 in Stuttgart) war ein deutscher Radiosprecher und Hörfunkmoderator. Er arbeitete über 40 Jahre beim Süddeutschen Rundfunk (SDR) und gehörte zu den beliebtesten Rundfunkmoderatoren seiner Zeit.

## Leben
In den vier Jahrzehnten zwischen 1947 und 1987 moderierte Günter Freund für den Süddeutschen Rundfunk, der inzwischen im SWR aufgegangen ist, zahlreiche Unterhaltungssendungen. Sein Markenzeichen wurde die Verabschiedung am Ende jeder Sendung mit der Schlussformel „Mit Freund-lichen Grüßen“.
Einige seiner Sendungen erreichten Kultstatus, wie beispielsweise die „Schlagerskala“, die Günter Freund über den Zeitraum von 23 Jahren jeden Montagabend kurz vor 20 Uhr in den Hörfunkprogrammen SDR 1 und SDR 3 präsentierte und damit regelmäßig Hunderttausende von Stammhörern erreichte. Ähnlich beliebt waren die Sendungen „Oldies but Goldies“, „Sie wünschen, wir spielen“ oder die „Volkstümliche Hitparade“. In der Sendung „Kochkunstklause“ lud Günter Freund bekannte Küchenchefs ins Studio und konnte so seine zweite große Leidenschaft, das Kochen, mit seinem Beruf verbinden. Ein Höhepunkt seiner Karriere war laut eigener Aussage seine Moderation bei den Olympischen Spielen 1972 für den SDR.
Nebenbei betätigte sich Günter Freund als Lokalredakteur und veröffentlichte in den Stuttgarter Nachrichten regelmäßig seine Kolumne „Unter uns gesagt“ mit Interviews prominenter Stuttgart-Besucher, wie z. B. Peter Alexander, Count Basie, Juliette Gréco oder Emerson Fittipaldi. Bei Modenschauen, Galas und großen Veranstaltungen trat er als Moderator und Conférencier auf, z. B. bei der Weltmeisterschaft der Friseure, bei der Fachmesse Intergastra oder bei Holiday on Ice.
Von 1961 an moderierte Günter Freund ohne Gage die Zeitschrift des Bundes der Kriegsblinden Deutschlands und sprach für die (seit 2004 nicht mehr bestehende) Süddeutsche Blindenhörbücherei in Stuttgart 240 Bücher für Blinde auf Band. Für sein jahrzehntelanges ehrenamtliches Engagement wurde ihm zunächst die Goldene Ehrenmedaille des Bundes der Kriegsblinden und 1987 das Bundesverdienstkreuz verliehen. Es wurde ihm vom damaligen baden-württembergischen Staatssekretär Matthias Kleinert überreicht.
Im Jahr 1969 erhielt Günter Freund als erster Preisträger vom ältesten Bürgerverein im Stuttgarter Westen, der Gesellschaft Zigeunerinsel Stuttgart 1910 e.V., das Goldene Mikrofon als Anerkennung für hervorragende Leistungen bei Theater, Film, Rundfunk und Fernsehen. Dieser Karnevalsgesellschaft blieb Freund zeitlebens verbunden und trat regelmäßig als Laudator nachfolgender Preisträger auf.
Im Jahr 1988 verließ Günter Freund den SDR und arbeitete einige Jahre bei dem neu gegründeten privaten Radiosender Radio 7 in Ulm. Er gehörte damals zu den ersten Moderatoren, die von einer öffentlich-rechtlichen Sendeanstalt zum Privatfunk wechselten. Bei Radio 7 moderierte Freund zweimal in der Woche vormittags die vierstündige Sendung „Rondell“ und gelegentlich sonntags das Wunschkonzert „Sie machen Musik“.
Nach über 40 Jahren als Rundfunkmoderator verfasste Günter Freund seine Autobiografie mit dem Titel Mit Freund-lichen Grüßen. 40 Jahre am Mikrofon, die 1988 im Bleicher Verlag erschien. Auch im Ruhestand schrieb er weiterhin Reise- und Kochbücher. Im Jahr 1989 brachte der Matthaes Verlag zusätzlich eine englische Fassung seines erfolgreichen Schwäbischen Kochbüchles mit Rezepten für 66 typisch schwäbische Gerichte heraus.
Bei den Kochwettbewerben der Feinschmeckergilde Chaîne des Rôtisseurs verfasste Günter Freund noch bis 2005 regelmäßig die abschließenden „Menübesprechungen“ und hielt die Laudatio für den Sieger. Manchmal nahm er auch aktiv als Juror an den Kochwettbewerben der Gilde teil.
Noch im Alter von 85 Jahren arbeitete Günter Freund bis 2007 weiterhin jeden Samstagvormittag fünf Stunden lang als Moderator einer Musiksendung bei dem privaten Lokalsender Radio Neckarburg im Landkreis Rottweil.
Günter Freund lebte mit seiner Frau in Asemwald. Mit ihr bereiste er über 90 Länder. Im Mai 2008 konnte das Ehepaar seine Diamantene Hochzeit feiern. Knapp ein Jahr später starb die Ehefrau im März 2009. Die Ehe war kinderlos geblieben. Günter Freund starb im Oktober 2010 nach kurzer Krankheit im Alter von 88 Jahren und fand seine letzte Ruhestätte auf dem Waldfriedhof Stuttgart.

## Freunds Sendungen beim SDR
- „Schlagerskala“
- „Sie wünschen, wir spielen“
- „Oldies but Goldies“
- „Der Radiowecker“
- „Swing-Souvenirs“
- „Gut gelaunt ins Wochenende“
- „Musikmarkt Stuttgart 3“
- „Volkstümliche Hitparade“
- „Notenkarussel“
- „Kochkunstklause“
- „Schallplatten-Revue“
- „Parken verboten“

## Ehrungen
- Goldenes Mikrofon der Gesellschaft Zigeunerinsel Stuttgart 1910 e.V. (1. Mikrofonträger, 1969)
- Goldene Ehrenmedaille des Bundes der Kriegsblinden in Deutschland (vor 1986)
- Bundesverdienstkreuz am Bande (11. Mai 1987)[9]

## Veröffentlichungen
- Gäste in der Kochkunstklause. 50 Meisterköche aus Baden-Württemberg; ihr Domizil, ihre Rezepte, ihre Küchengeheimnisse., Idee, Stuttgart 1981, ISBN 978-3-92241-103-1
- Günter Freunds schwäbisches Kochbüchle., Matthaes Verlag, Stuttgart 1986, ISBN 978-3-87516-064-2
- ... mit Freund-lichen Grüßen [40 Jahre am Mikrofon]., (Autobiografie), Bleicher, Gerlingen 1988, ISBN 978-3-88350-309-7
- Günter Freunds schwäbisches Kochbüchle [Englische Ausg.]. Günter Freund's Swabian cookbook., Matthaes, Stuttgart 1989, ISBN 978-3-87516-097-0
- Die Lust am Reisen. Von Menschen und Tieren in aller Welt., broschiert, Consens, Stuttgart-Botnang 1993, ISBN 978-3-92672-923-1
- Notizen, die das Leben schrieb, heiter und besinnlich., Nora, Berlin 2006, ISBN 978-3-86557-100-7